# Seewen SZ
| SZ ist das Kürzel für den Kanton Schwyz in der Schweiz. Es wird verwendet, um Verwechslungen mit anderen Einträgen des Namens Seewen zu vermeiden. |

Seewen ist eine Ortschaft innerhalb der Gemeinde Schwyz, Kantonshauptort des gleichnamigen Schweizer Kantons.

## Geographie

Historisches Luftbild aus 500 m von Walter Mittelholzer von 1923

Seewen liegt westlich vom Flecken Schwyz und östlich vom Urmiberg. Dort befinden sich der Bahnhof Schwyz mit Schnellzugshalt, ein Busterminal der Auto AG Schwyz und einige Gaststätten. Durch Seewen fliesst ein Bach, die Seeweren.

In Seewen befinden sich eine Badeanstalt am Lauerzersee und ein Eishockeystadion, in welchem der EHC Seewen trainiert. Im Jahr 2004 wurde das Einkaufszentrum seewen markt eröffnet.

## Sehenswürdigkeiten
- Alte Kapelle[1]